# Oust-Marest
Oust-Marest – miejscowość i gmina we Francji, w regionie Hauts-de-France, w departamencie Somma.
Według danych na rok 2011 gminę zamieszkiwały 642 osoby, a gęstość zaludnienia wynosiła 111 osób/km².